# Ophiorrhiza undulata
Ophiorrhiza undulata är en måreväxtart som beskrevs av Elmer Drew Merrill. Ophiorrhiza undulata ingår i släktet Ophiorrhiza och familjen måreväxter. Inga underarter finns listade i Catalogue of Life.